# Феннімор (містечко, Вісконсин)
Феннімор (англ. Fennimore) — місто (англ. town) в США, в окрузі Грант штату Вісконсин. Населення — 594 особи (2020).

## Демографія
Згідно з переписом 2010 року, у місті мешкало 612 осіб у 213 домогосподарствах у складі 162 родин. Було 234 помешкання
Расовий склад населення:
| - 98,7 % — білих - 0,3 % — чорних або афроамериканців - 0,3 % — азіатів - 0,2 % — корінних американців |

До двох чи більше рас належало 0,2 %. Частка іспаномовних становила 2,6 % від усіх жителів.
За віковим діапазоном населення розподілялося таким чином: 28,6 % — особи молодші 18 років, 60,1 % — особи у віці 18—64 років, 11,3 % — особи у віці 65 років та старші. Медіана віку мешканця становила 37,8 року. На 100 осіб жіночої статі у місті припадало 120,9 чоловіків;  на 100 жінок у віці від 18 років та старших — 114,2 чоловіків також старших 18 років.
Середній дохід на одне домашнє господарство  становив 77 817 доларів США (медіана — 59 205), а середній дохід на одну сім'ю — 84 507 доларів (медіана — 65 000). Медіана доходів становила 39 167 доларів для чоловіків та 34 375 доларів для жінок. За межею бідності перебувало 11,7 % осіб, у тому числі 22,7 % дітей у віці до 18 років та 5,7 % осіб у віці 65 років та старших.
Цивільне працевлаштоване населення становило 331 особа. Основні галузі зайнятості: освіта, охорона здоров'я та соціальна допомога — 19,6 %, сільське господарство, лісництво, риболовля — 15,4 %, виробництво — 14,2 %, роздрібна торгівля — 13,6 %.